# Krabonoš

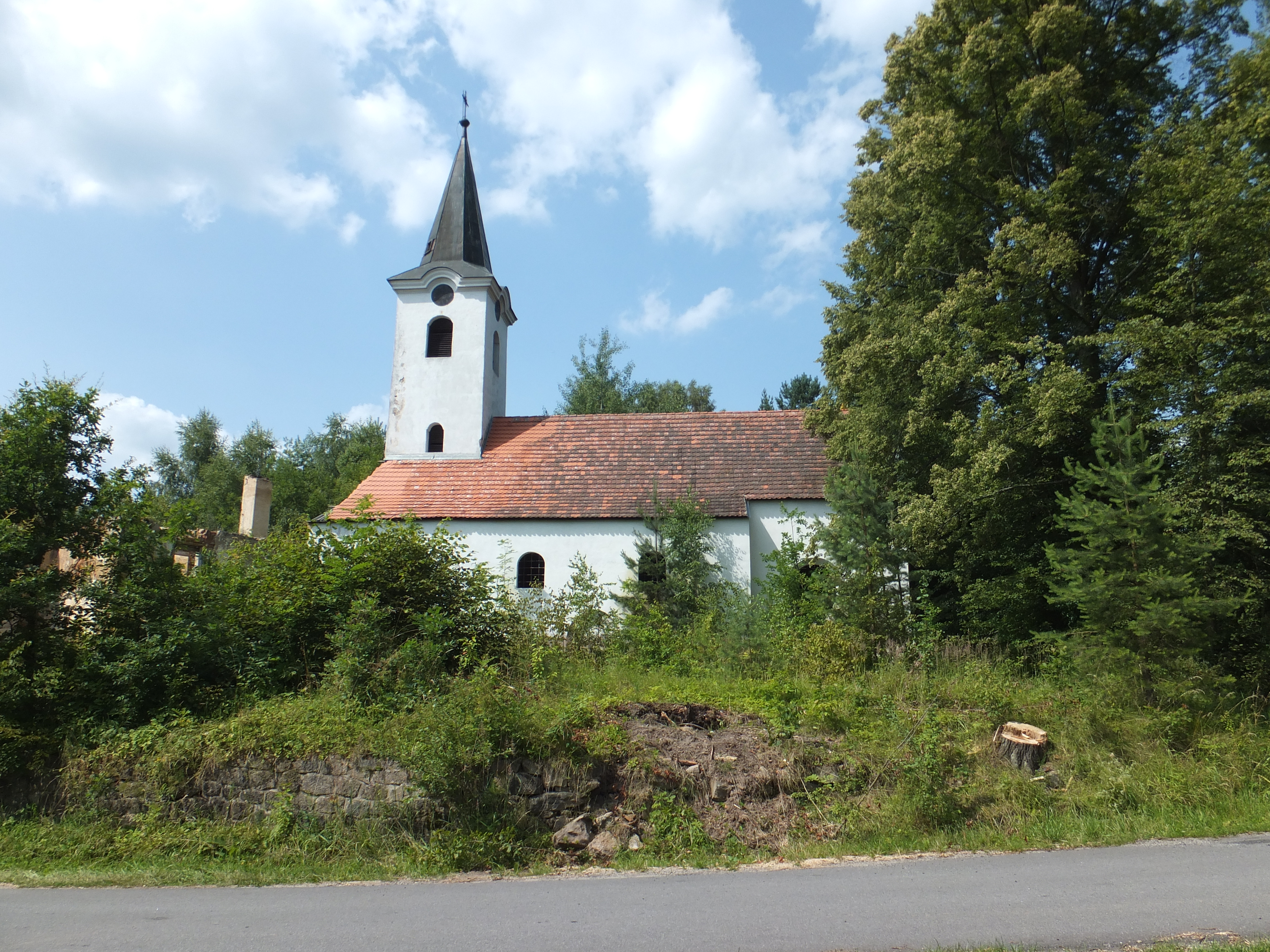
Kirche Johannes des Täufers

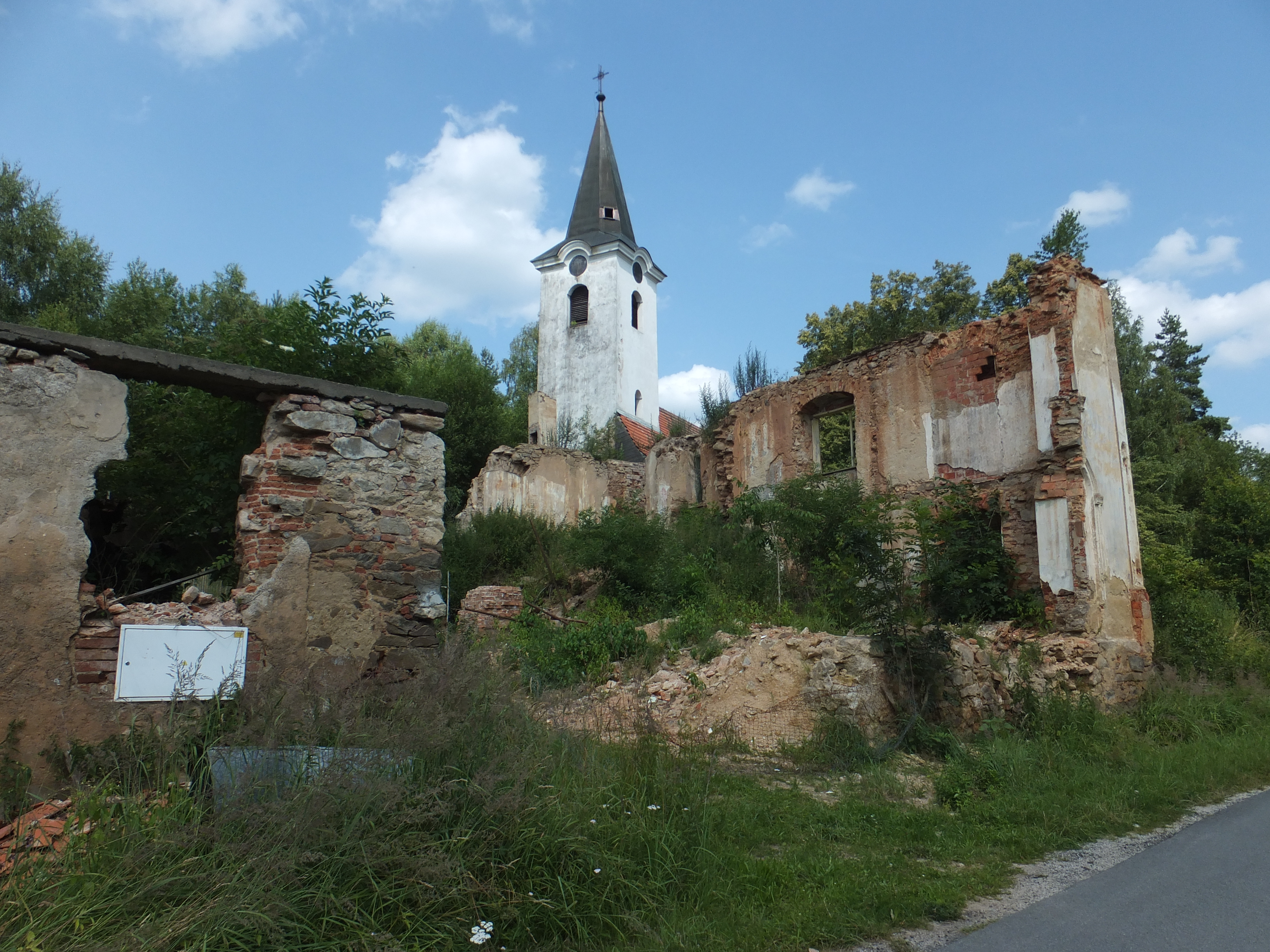
Ruine des Pfarrhauses

Krabonoš (deutsch Zuggers) ist eine Grundsiedlungseinheit der Gemeinde Nová Ves nad Lužnicí in Tschechien.

## Geographie
Das Dorf befindet sich fünf Kilometer nördlich von České Velenice am rechten Ufer der Lainsitz an der Grenze zu Österreich. Nachbarorte sind Neu-Nagelberg (Gemeinde Brand-Nagelberg) im Nordosten, Breitensee im Osten, České Velenice im Süden sowie Nová Ves nad Lužnicí im Westen.

## Geschichte
Zuggers war eines der ältesten Dörfer der Gegend, Es wurde erstmals in einer Urkunde Kaiser Friedrich Barbarossas und erneut 1369 im Litschauer Urbar erwähnt. Um 1400 erfolgte der Bau der Pfarrkirche Johannes des Täufers, zu der Erdweis 1784 umgepfarrt wurde.
Nach dem Ersten Weltkrieg gehörte die niederösterreichische Gemeinde im Amtsbezirk Schrems zu dem Teil des Weitraer Gebiets, der im Vertrag von Saint-Germain 1920 der Tschechoslowakei zugesprochen wurde. Damit lag Zuggers zwischen der Lainsitz und der österreichischen Grenze.
1930 lebten in Zuggers 428 Menschen. 1939 hatte das Dorf 313 Einwohner. Nach dem Münchner Abkommen wurde der Ort von 1939 bis 1945 dem deutschen Landkreis Gmünd zugewiesen. Nach dem Ende des Zweiten Weltkrieges kam er zur Tschechoslowakei zurück und erhielt den Namen Krabonoš.
Mit dem Bau des Eisernen Vorhangs wurde Krabonoš entsiedelt und war letztlich nur noch von sieben Familien bewohnt. Der größte Teil des Dorfes zwischen der Kirche und der Grenze wurde dem Erdboden gleichgemacht. Krabonoš, das nach Nová Ves nad Lužnicí eingemeindet wurde, fiel in die Bedeutungslosigkeit.
Die Kirche Johannes des Täufers diente in der Zeit der kommunistischen Herrschaft als Kaserne, als Wachturm am Eisernen Vorhang, als Kino, als Baumateriallager und als Turnsaal. Sie ist fast völlig verfallen.

## Sehenswürdigkeiten
- Kirche Johannes des Täufers